# Nokdim
Nokdim (en hebreo: נוקדים) es un poblado israelí organizado como un asentamiento comunitario en Judea y Samaria. Está situado al sur de Belén, en el norte de los montes de Judea, y pertenece a la jurisdicción del Concejo Regional Gush Etzion. En 2016 Nokdim tenía una población de 2.052 habitantes. La comunidad internacional considera que los asentamientos israelíes en Cisjordania son ilegales en virtud del derecho internacional, pero el gobierno israelí no está de acuerdo con esta opinión. Nokdim es una comunidad mixta de judíos religiosos y seculares, tanto israelíes nativos como inmigrantes. En Nokdim se encuentra la Academia religiosa pre-militar Maguen Shaul, que fue establecida en 1996. Nokdim fue fundada el 5 de julio de 1982 por los residentes del asentamiento israelí de Tekoa.